# Saccoloma sunduei
Saccoloma sunduei är en ormbunkeart som beskrevs av A. Rojas. Saccoloma sunduei ingår i släktet Saccoloma och familjen Saccolomataceae. Inga underarter finns listade.